# François Willem Fagel
François Willem baron Fagel (Den Haag, 4 oktober 1768 - aldaar, 15 februari 1856) was een Nederlands marineofficier die als 12-jarige deelnam aan de Slag bij de Doggersbank op 5 augustus 1781. Als herinnering werd hem een Doggersbank-medaille toegekend. Fagel verliet de marine als kapitein-ter-zee.
Bij Koninklijk Besluit van koning Willem II der Nederlanden werden op 5 augustus 1843, dus 62 jaar na de slag de vier nog levende personen van aanzien die de slag nog hadden meegemaakt benoemd tot Ridder IIIe klasse in de Militaire Willems-Orde. Salomon Dedel had jarenlang hardnekkig op een Willemsorde voor zichzelf aangedrongen al was hij in 1781 pas zes jaar oud geweest... Viceadmiraal Jan van Hoogenhouck Tulleken (1762-1852), Admiraal Carel Hendrik Ver Huell (1764-1845) en Fagel hadden ook werkelijk op de vloot van Zoutman gevochten.